# Piotr Cyrwus
Piotr Cyrwus (ur. 20 czerwca 1961 w Nowym Targu) – polski aktor filmowy i teatralny, prezenter telewizyjny.

## Życiorys
Urodził się jako jedno z czworga dzieci w rodzinie Franciszka, z zawodu kuśnierza, i Heleny z domu Greczek. Dzieciństwo i młodość spędził w Waksmundzie. W 1980 roku zdał maturę w Liceum Ogólnokształcącym im. Seweryna Goszczyńskiego w Nowym Targu. W 1985 ukończył studia na PWST w Krakowie i od tamtego okresu pracował w teatrach:
- 1985–1986: Teatr Polski w Warszawie
- 1986–1989: Teatr im. S. Jaracza w Łodzi
- 1989–1992: Teatr STU w Krakowie
- Od 1992 aktor krakowskiego Teatru Starego

Prowadził teleturniej Oczko na antenie TV Wisła. Szerszej publiczności dał się poznać dzięki roli Ryszarda Lubicza w telenoweli Klan (TVP1), w której występował w latach 1997 – 2012.
W 2012 zaangażował się w kampanię na rzecz Fundacji „Przytul Psa”. W 2016 wziął natomiast udział w charytatywnych kampaniach reklamowych „Mafia dla psa” i „Więzienna micha”, które zachęcały do wsparcia fundacji zajmujących się dokarmianiem i opieką nad bezpańskimi psami i kotami.

## Filmografia
- 1985: Szachy (spektakl telewizyjny) – Gestapowiec
- 1985: Ferdydurke (spektakl telewizyjny) – Parobek Walek
- 1987: Parawan (spektakl telewizyjny) – sprzedawca
- 1988: Pomiędzy wilki  – nawigator
- 1988: Mistrz i Małgorzata  – Parczewski, widz w teatrze „Variete” (odc. 1)
- 1988: Emeryt (spektakl telewizyjny) – wnuczek Marian
- 1988: Crimen  – Cyryl, sługa Kniazia Gniwiłła (odc. 1, 4, 6)
- 1989: Koncert świętego Owidiusza (spektakl telewizyjny) – Gilbert
- 1989: Kawalerki  – mecenas Piotr Chwila
- 1989: Do piachu (spektakl telewizyjny) – Waluś
- 1989: Diaboliada (spektakl telewizyjny) – Korotkow
- 1989: Cyganeria Warszawska (spektakl telewizyjny) – Kubuś
- 1990: Traugutt (spektakl telewizyjny) – Franciszek Dombrowolski
- 1990: Świnka (serial telewizyjny)  – pracownik rzeźni Royal Ham
- 1990: Śmierć dziecioroba  – Czapa, brat Maliny
- 1991: Śmierć (spektakl telewizyjny) – grabarz
- 1991: Noc Walpurgii albo kroki komandora (spektakl telewizyjny) – Stasik
- 1991: Les Enfants de la guerre  – turysta
- 1992: Wyprawa profesora Tarantogi (spektakl telewizyjny) – magister Chybek
- 1992: Polowanie na karaluchy (spektakl telewizyjny) – Rysio
- 1993: Lista Schindlera  – strażnik ukraiński
- 1993: Balladyna (spektakl telewizyjny) – Grabiec
- 1993: Balanga  – policjant na motocyklu
- 1994: Wujaszek Wania (spektakl telewizyjny) – parobek
- 1994: Śmierć jak kromka chleba  – fałszywy górnik, agent SB Wiktor
- 1994: Szklany klosz (widowisko telewizyjne) – dozorca
- 1994: Poplątanie z pomieszaniem (spektakl telewizyjny) – potwór
- 1994: Miasto prywatne  – Rosjanin
- 1995: Madame Molier (spektakl telewizyjny) – Pan de Brie
- 1995: Koriolan (spektakl telewizyjny) – facet
- 1995: Inspektor psina (spektakl telewizyjny) – inspektor
- 1995: Gelsomino w krainie kłamczuchów (spektakl telewizyjny) – sekretarz
- 1995: Cwał  – ubek
- 1996: Wilki i owce (spektakl telewizyjny) – Gorecki
- 1996: Vis a vis (etiuda szkolna)  – kochanek
- 1996: Tu się urodziłem (spektakl telewizyjny) – Kondratowicz
- 1996: Tatort  – policjant
- 1996: Ekstradycja II  – człowiek Gundisa (odc. 2, 4, 6 –7)
- 1996: Dom (serial telewizyjny)  – stoczniowiec (odc. 16)
- 1996: Bar Atlantic  – strażak (odc. 5)
- 1996: Bal błaznów (spektakl telewizyjny) – dramaturg
- 1997: Tęczaki (spektakl telewizyjny) – kucharz
- 1997: Sława i chwała – Partyzant AL (odc. 7)
- 1997: Pokój 107  – robotnik
- 1997: Darmozjad polski  – klient restauracji
- 1997 –2012: Klan  – Ryszard Lubicz
- 1999: Pan Tadeusz  – Maciej Konewka
- 1999: Historia filozofii po góralsku według ks. Józefa Tischnera  – Pitagoras
- 2001: Klinika pod wyrwigroszem  – Roman (odc. 5)
- 2002: Miodowe lata  – baca (odc. 100)
- 2003: Lucky (etiuda szkolna)  – cieć
- 2003: Kasia i Tomek  – dorożkarz w Krakowie (tylko głos odc. 9 seria II)
- 2006: Bociek (etiuda szkolna)  – rolnik
- 2007: Pierwsza miłość  – taksówkarz
- 2009: Siostry  – Zbysio (odc. 1 –9, 11, 13)
- 2010: Ojciec Mateusz  – Wiesław Pawlak (odc. 38)
- 2011: Unia serc  – dyrektor Domu Opieki Społecznej (odc. 10)
- 2012: Ranczo (serial telewizyjny)  – polityk (odc. 68)
- 2012: Na krawędzi  – lekarz (odc. 7, 9)
- 2012: Komisarz Alex  – Jerzy Szafrański (odc. 19)
- 2012: Czas honoru  – Marian Wachowicz, kapitan UB (odc. 60, 63)
- 2013: Rodzinka.pl  – właściciel restauracji (odc. 95)
- 2013: Hotel 52  – Marcin Turowiak (odc. 81)
- 2014: Rewizor (spektakl telewizyjny) – Iwan Kuźmicz –Szpiekin
- 2014: Karolina (film)  – ksiądz Michał, proboszcz w Zabawie
- 2014: G –roy (etiuda szkolna)  – mistrz
- 2014: Baron 24  – pan Zdzisio (odc. 1, 3 –4, 6 –7, 10 –12, 14, 16)
- 2015: Ojciec Mateusz  – Andrzej Kozak (odc. 184)
- 2015: Na dobre i na złe  – Eugeniusz Bodzio (odc. 587 –588)
- 2015: Miranda  – bohater telenoweli
- 2016 –2025: Na Wspólnej  – Zdzisław Moniuszko
- 2016: Bóg w Krakowie  – ksiądz Stanisław, przyjaciel doktora Józefa
- 2016: Bodo  – dyrektor lokalu w Pabianicach (odc. 4)
- 2017: Zacisze  – Mariusz
- 2017: Wyklęty  – gospodarz Kazimierz
- 2017: La promesse de l'aube  – policjant w Wilnie
- 2017: Gotowi na wszystko. Exterminator  – terapeuta
- 2017: Fanatyk  – Andrzej Gałecki
- 2017: Emigranci (spektakl telewizyjny) – ambasador
- 2017: Dziewczyny ze Lwowa  – dyrektor firmy chemicznej (odc. 19, 21, 24)
- 2018: Wesele (spektakl telewizyjny) – ojciec
- 2018: Wariacje tischnerowskie. kabaret filozoficzny (spektakl telewizyjny) – jegomość autor
- 2018: Pradziady (spektakl telewizyjny) – Badek
- 2019: O mnie się nie martw  – Andrzej Radecki, ojciec Pawła (odc. 139)
- 2019: Miłość i miłosierdzie  – ojciec Heleny
- 2019: Mały Grand Hotel  – bandyta Rysiek (odc. 4)
- 2019: Legiony (film)  – kucharz
- 2019: Kriton (spektakl telewizyjny) – Kriton
- 2019: Hamlet (spektakl telewizyjny) – Klaudiusz
- 2019: 39 i pół tygodnia  – ochroniarz w biurowcu Patryka (odc. 1)
- 2019–2020: Zakochani po uszy  – ojciec Marcina (odc. 110 –111, 134 –135, 145)
- 2020: Żywioły Saszy. Ogień  – komendant Karol "Flaku" Albrycht (odc. 1 –7)
- 2020: Zenek  – Skaryszuk
- 2020: W lesie dziś nie zaśnie nikt  – ksiądz
- 2020: Jonasz z 2B  – ojciec Jonasza
- 2020: Sala samobójców. Hejter  – Maciej Szozda, kandydat na prezydenta Warszawy
- 2020: Raz, jeszcze raz  – Zygmunt
- 2020: Król  – redaktor Bobiński (odc. 3)
- 2020: Reporterzy. Z życia wzięte  – Leszek Rembicki
- od 2021: Pierwsza miłość  – Kazimierz Wąs, wójt gminy Nowosiółki
- 2021: Jonasz z maturalnej  – ojciec
- 2022: Poskromienie Złośnicy  – Wacuś
- 2023: Poskromienie Złośnicy 2  – Wacuś
- 2023: The Office PL  – Instruktor BHP (odc. 2 sezon 2)
- 2023: Święto ognia – ordynator

## Nagrody
- 1990 – Nagroda za wykonanie monodramu Zapiski oficera Armii Czerwonej wg książki S. Piaseckiego na Ogólnopolskim Festiwalu Teatru Jednego Aktora w Toruniu

## Życie prywatne
Jego żoną jest aktorka Maja Barełkowska, mają trójkę dzieci: Mateusza, Łukasza i Annę Marię.